# Station Capvern
Station Capvern is een spoorwegstation in de Franse gemeente Capvern.
Het wordt bediend door de treinen van de TER Occitanie, richtingen Toulouse en Tarbes.
Het is bekend als het hoogste punt van de Rampe de Capvern, een van de steilste trajecten van Frankrijk.

## Foto's

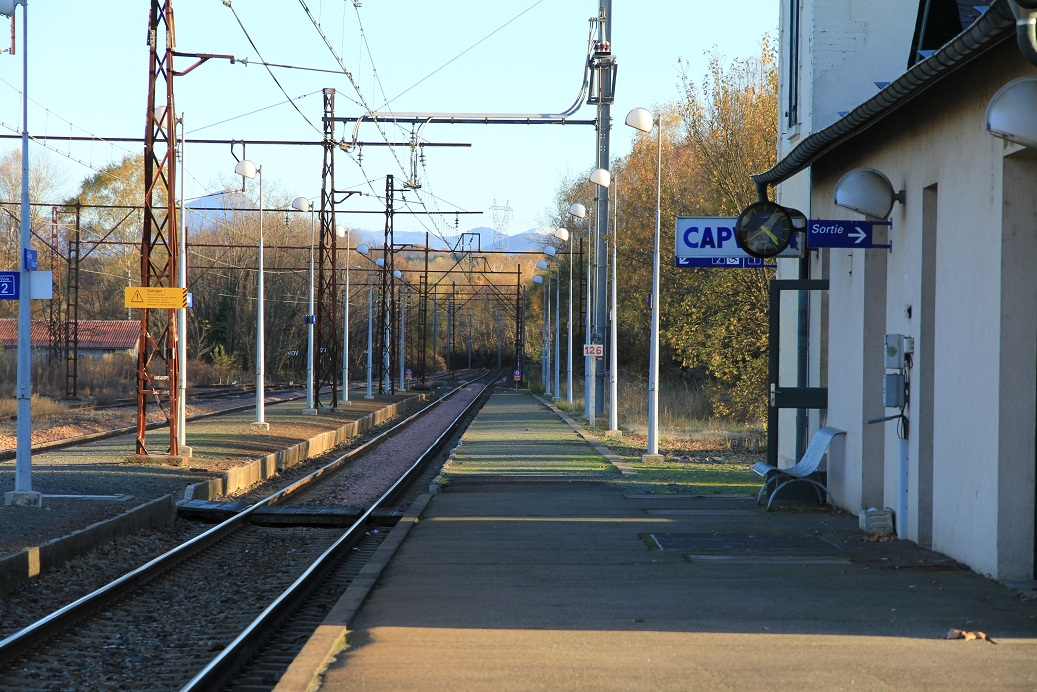